# المستورد بن علفة
المستورد بن علّفة . ثائر من الخوارج. خرج على علي بن أبي طالب في النخيلة بعد هزيمتهم في النهروان، وقاتلهم علي مرة أخرى، ونجا المستورد فاستتر بالكوفة حتى تولاها المغيرة بن شعبة.
خرج على معاوية بن أبي سفيان هذه المرة، وخاطبه أصحابه بأمير المؤمنين. فسير إليهم المغيرة جيشاً بقيادة معقل بن قيس الرياحي، والتقى الطرفان على شاطئ دجلة، فقتل معقل، والمستورد.
قيل أن قتل المستورد (أي تاريخ تلك المعركة) كان سنة 42 هـ، وقيل أن مبايعة المستورد بإمارة الخوارج (وهي طبعاً قبل المعركة) كانت في غرة شعبان سنة 43 هـ (663م).